# Bill Cassidy
William Morgan "Bill" Cassidy (født 28. september 1957 i Highland Park) er en amerikansk republikansk politiker. Han er medlem af USA's senat valgt i Louisiana siden 2015 Han var medlem af Repræsentanternes Hus i perioden 2009–2015.